# Epicauta strigosa
Epicauta strigosa là một loài bọ cánh cứng trong họ Meloidae. Loài này được Gyllenhal in Schoenherr miêu tả khoa học năm 1817.